# Холонів
Холоні́в — село в Україні, у Луцькому районі Волинської області. Входить до складу Горохівської міської громади. Населення становить 700 осіб.

## Географія
Через село тече річка Безіменка, ліва притока Липи.

## Історія
У 1906 році село Скобелецької волості Володимир-Волинського повіту Волинської губернії. Відстань від повітового міста 58 верст, від волості 5. Дворів 152, мешканців 1103.
12 червня 2020 року, відповідно до розпорядження Кабінету Міністрів України № 708-р «Про визначення адміністративних центрів та затвердження територій територіальних громад Волинської області», село увійшло в склад Горохівської міської громади.
19 липня 2020 року, в результаті адміністративно-територіальної реформи та ліквідації Горохівського району, село увійшло до складу новоутвореного Луцького району.

## Населення
Згідно з переписом УРСР 1989 року чисельність наявного населення села становила 1078 осіб, з яких 512 чоловіків та 566 жінок.
За переписом населення України 2001 року в селі мешкало 845 осіб.

### Мова
Розподіл населення за рідною мовою за даними перепису 2001 року:
| Мова       | Відсоток |
| ---------- | -------- |
| українська | 98,94 %  |
| російська  | 0,59 %   |
| вірменська | 0,12 %   |
| інші       | 0,35 %   |

## Відомі люди
- Мороз Валентин Якович — український історик, один з найрадикальніших представників українського національного руху, політв'язень, дисидент, автор понад 30 книг.
- Олександр Чирук — український військовослужбовець 118 ОМБр. Загинув на запорізькому напрямку.
- Адам Мишка-Холоневський

## Природа
- Холонів (заказник)
- Холонів (заповідне урочище)